# Ришард Вуйцик
Ришард Вуйцик (пол. Ryszard Wójcik, нар. 6 червня 1956, Ополе) — колишній польський футбольний арбітр. Був арбітром ФІФА у 1990—2001 роках. По завершенні кар'єри — футбольний спостерігач УЄФА.

## Кар'єра
Випускник кафедри туризму та відпочинку Університету фізичної культури у Вроцлаві. Він відсудив понад 300 матчів у польській Екстракласі. Крім того, він судив, серед інших: матчі молодіжного чемпіонату світу 1991 року в Португалії, Ліги чемпіонів УЄФА, Кубку УЄФА, Кубку володарів кубків та чемпіонатів світу 1998 року у Франції.
Дебютував у Екстракласі як головний арбітр 13 серпня 1988 року в Кракові, у матчі «Вісла» — ГКС (Ястшембе) (1:0). В подальшому судив зокрема фінал Кубка Польщі 2000 року («Вісла» (Краків) — «Аміка» (2:2) і матч Суперкубка Польщі у 2001 році («Вісла» (Краків) — «Полонія» (Варшава) 4:3).
1 червня 1996 року він був головним арбітром товариського матчу Німеччина — Франція (1:0) на стадіоні Готліб Даймлер у Штутгарті.
У 1998 році він був серед арбітрів, які судили матчі чемпіонату світу 1998 року у Франції. На цьому турнірі він провів один матч: 20 червня 1998 року в рамках групи Е, в якому зустрілись Нідерланди і Південна Корея (5:0) на «Велодромі» в Марселі. На лінії йому допомагали поляк Яцек Поценгель та Юрій Дупанов з Білорусі.
Він також судив матч Суперкубка Європи 1999 року між «Лаціо» (володар Кубка володарів кубків) та « Манчестер Юнайтед» (переможець Ліги чемпіонів) на Стадіоні Луї II в Монако (1:0).
Останній міжнародний матч Вуйцика відбувся 16 грудня 2001 року в Лісабоні, він відсудив матч «Спортінг» — «Мілан» (1: 1) у рамках третього туру Кубка УЄФА.
Загалом у європейських змаганнях він відпрацював у 40 матчах (17 — Ліга чемпіонів, 17 — Кубок УЄФА, 5 — Кубок володарів кубків, 1 — Суперкубок Європи), в яких він показав загалом 48 жовтих та 7 червоних карток.
Він закінчив свою суддівську кар'єру після сезону 2001/02. Останнім його матчем у кар'єрі був другий фінальний матч Кубка польської ліги 2001/02 «Вісла» (Краків) — «Легія» (2:1).
Крім того, йому належить приватне туристичне агентство «Сіндбад», яке існує з 1983 року.

## Особисте життя
Одружений. У нього є син Кароль (нар. 1988) — президент футбольного клубу «Одра» (Ополе).

## посилання
1. ↑  90minut.pl — 2003.
2. ↑  Rynek się kurczy, Sindbad rośnie. 300 autokarów i milion pasażerów [Архівовано 9 липня 2017 у Wayback Machine.] [data dostępu: 2017-04-25]
3. ↑  Ryszard Wójcik — sezon 1988/1989. Архів оригіналу за 22 вересня 2020. Процитовано 14 лютого 2020.
4. ↑  Ryszard Wójcik — sezon 2001/2002. Архів оригіналу за 12 червня 2018. Процитовано 14 лютого 2020.
5. ↑  Sindbad zamieszany?. Архів оригіналу за 14 лютого 2020. Процитовано 14 лютого 2020.
6. 1 2  Biuro podróży Sindbad ma 25 lat